# Teatre d'operacions d'Àfrica sud-occidental
El teatre d'operacions d'Àfrica sud-occidental fou el conjunt d'operacions de la I Guerra Mundial que es dugueren a terme en territori africà pel control de la colònia alemanya de l'Àfrica Sud-occidental Alemanya (actual Namíbia).
Les operacions britàniques, organitzades des de la Unió Sud-africana, es veieren complicades, durant els primers mesos, per la rebel·lió Maritz dels bòers a Sud-àfrica.

## L'inici de les hostilitats
El govern de la Unió Sud-africana havia començat a preparar-se per a la possibilitat del conflicte mesos abans de l'inici de les hostilitats, conscient de la frontera comuna amb la colònia alemanya de l'Àfrica Sud-occidental Alemanya. El primer ministre Louis Botha informà a Londres que la Unió es podia defensar pels seus propis mitjans i que la guarnició de l'exèrcit imperial britànic podia utilitzar-se a Europa; a més, també assegurà a Londres que, en cas d'hostilitats, les tropes locals podrien envair la colònia alemanya.
Per la seva banda, les tropes alemanyes colonials (Schutztruppe) destinades a l'Àfrica Sud-occidental Alemanya, sota el comandament de Joachim von Heydebreck, eren molt escasses i difícilment podrien oposar gaire resistència davant d'una invasió procedent de Sud-àfrica.
Les tropes sud-africanes foren mobilitzades a començaments de setembre de 1914, sota el comandament del general Henry Lukin i del tinent coronel Manie Maritz, i es disposaren al llarg de la frontera. El 9 de setembre tropes sud-africanes ocuparen l'estació de Ramansdrift, mentre que el dia 10 una força alemanya ocupà Walvis Bay. Poc després, una força britànica, amb el suport de 2 creuers, ocupà el port de Lüderitz amb el desembarcament de 8.000 soldats.
En general, els primers intents sud-africans de penetrar a territori alemany acabaren amb diverses derrotes, entre les quals la més important fou la del 26 de setembre a la batalla de Sandfontein.

## La revolta bòer
Nogensmenys, el govern sud-africà aviat va haver d'ocupar-se d'un problema més greu, abans de poder realitzar un atac més ben organitzat contra la colònia alemanya. Entre la població bòer de Sud-àfrica hi havia una certa simpatia cap a la causa alemanya; al capdavall, només feia dotze anys de la Segona Guerra Bòer, durant la qual Alemanya els havia donat suport.
Maritz, un dels comandants de les tropes sud-africanes, feu una proclamació d'independència de la colònia britànica amb el següent comunicat:
Maritz i altres oficials d'alta graduació aconseguiren ràpidament un conjunt de 12.000 homes al Transvaal i a l'Estat Lliure d'Orange, preparats per lluitar contra els britànics.
El govern sud-africà declarà la llei marcial el 14 d'octubre de 1914 i les forces lleials al govern, sota el comandament de Louis Botha i Jan Smuts, hagueren d'abandonar els plans per atacar les forces alemanyes a Namíbia i dirigir-se a sufocar la revolta. Les tropes rebels de Maritz foren derrotades el 24 d'octubre i Maritz es refugià a territori alemany.
Tot i així, la revolta no quedà plenament sufocada fins al febrer de 1915, moment en què el govern sud-africà pogué finalment reprendre l'ofensiva contra Namíbia.

## Els combats entre les forces alemanyes i sud-africanes

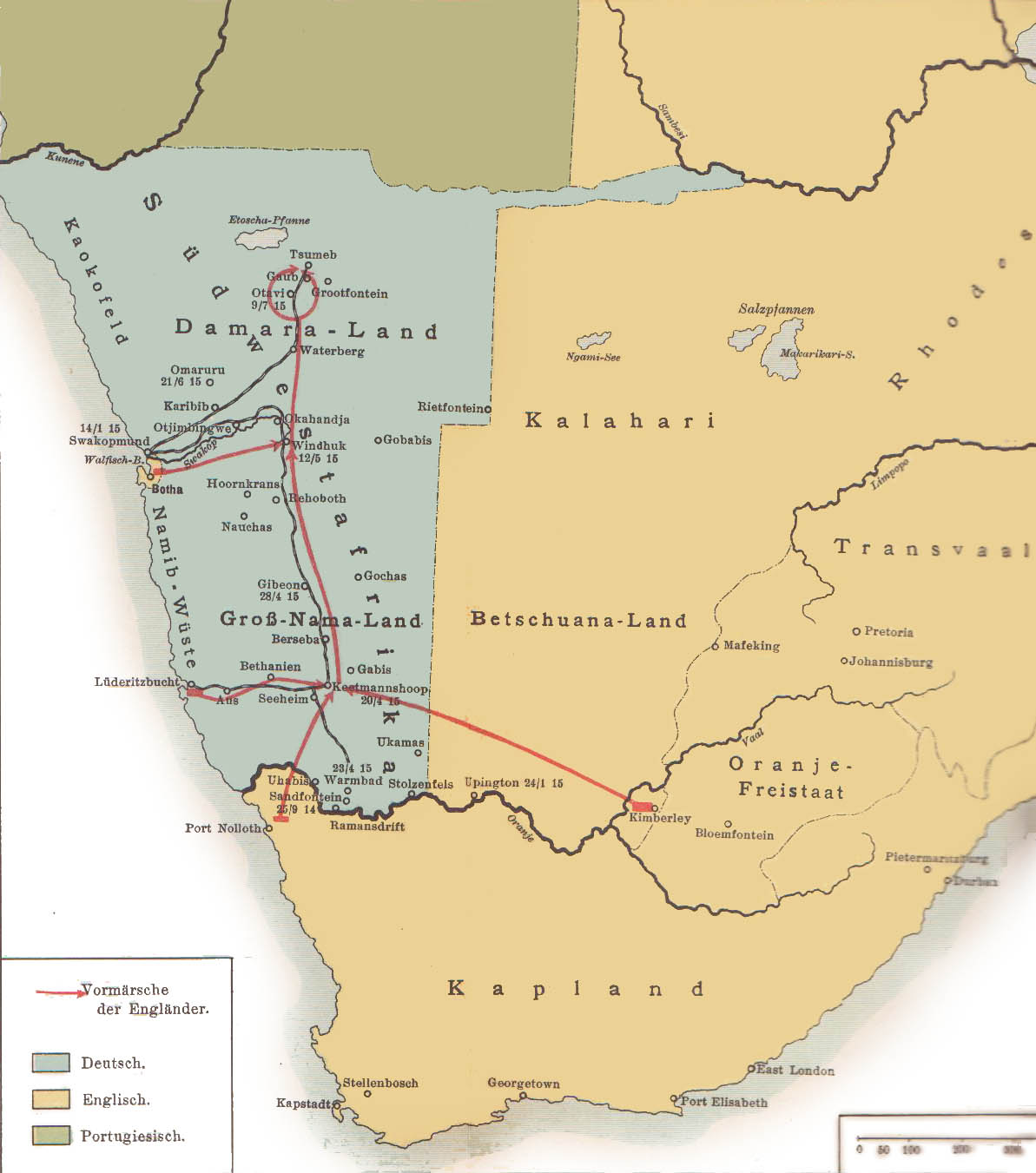
Mapa de la campanya d'Àfrica Sud-occidental, 1915

Un primer intent d'envair l'Àfrica sud-occidental Alemanya des del sud va fracassar en la batalla de Sandfontein, prop de la frontera amb la Colònia del Cap, on el 26 de setembre de 1914 els fusellers alemanys van infligir una greu derrota a les tropes britàniques, tot i que es van alliberar els supervivents perquè tornessin a territori britànic.
Durant els mesos de la revolta bòer, però, les operacions a la frontera no s'havien aturat. El 12 de novembre el comandant alemany von Heydebreck morí d'accident i fou substituït pel tinent coronel Erik Viktor Franke, que demostrà una gran habilitat per enfrontar-se a enemics molt superiors en nombre. Poc després d'assumir el comandament, el 18 de desembre, feu un atac sorpresa amb 600 homes contra la posició fortificada portuguesa de Naulila, que ocupà.
Per a interrompre els plans de Sud-àfrica d'una invasió a l'Àfrica sud-occidental, els alemanys van llançar una invasió preventiva contra els britànics. La batalla de Kakamas, entre les forces alemanyes i sud-africanes, es va dur a terme en dos guals del riu Orange en Kakamas, el 4 de febrer de 1915. Va ser un enfrontament pel control dels dos guals entre els contingents de la força invasió alemanya i les forces armades sud-africanes. Els sud-africans van tenir èxit al preveure els moviments dels alemanys, i van guanyar el control dels guals i evitar que els alemanys travessessin el riu.

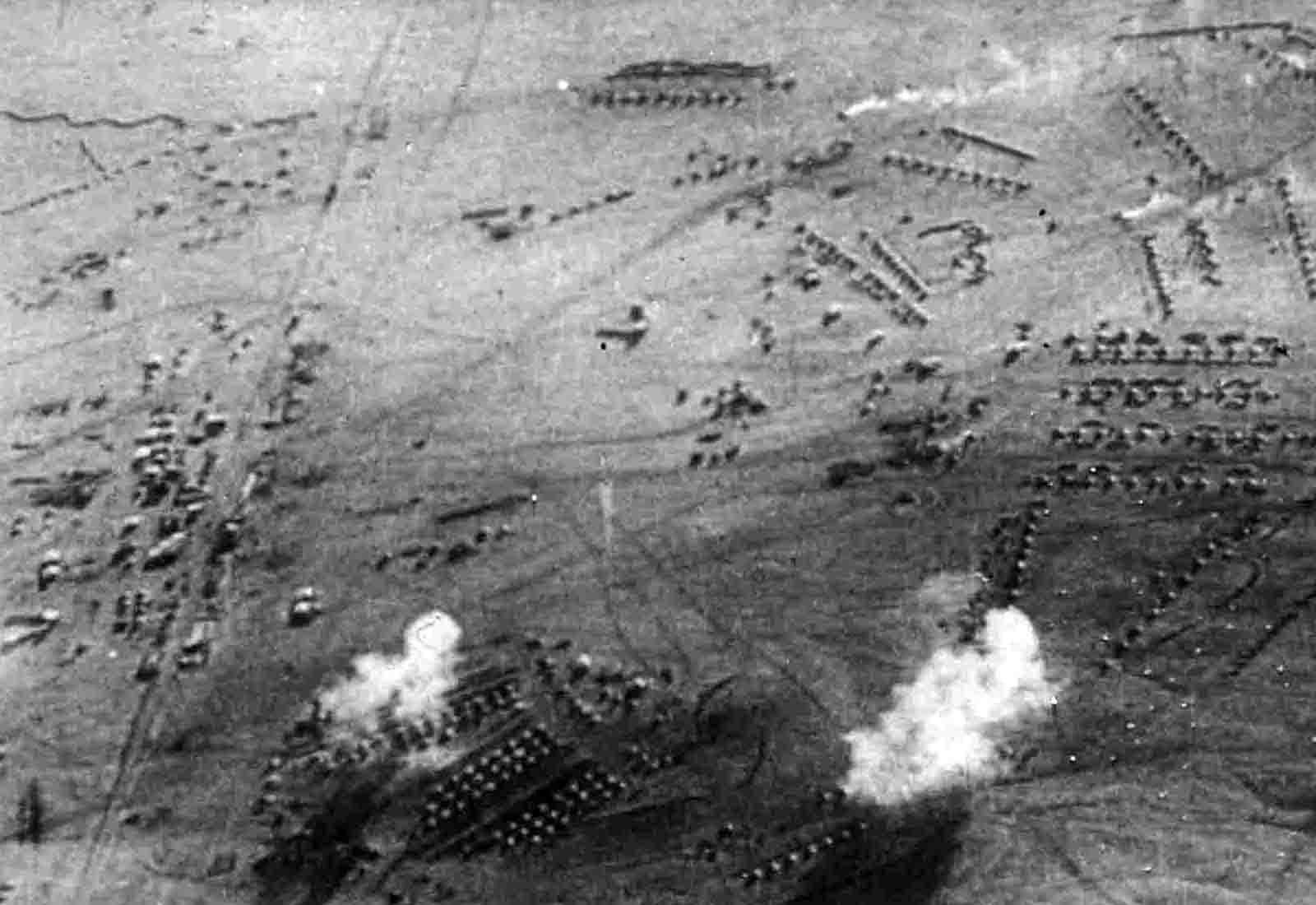
Artilleria alemanya bombardejant un campament aliat en l'estació de tren de Tschaukaib, 17 de desembre de 1914

Al febrer de 1915, amb el front intern segur, els sud-africans estaven a punt per començar l'ocupació completa del territori alemany. Botha en la seva capacitat militar com a comandant militar d'alt rang i amb experiència va prendre el comandament de la invasió. Ell va dividir el seu comandament en dos amb Smuts al comandament de les forces del sud, mentre que ell va prendre el comandament directe de les forces del nord. Botha va arribar a la costanera ciutat colonial alemanya de Swakopmund l'11 de febrer, per a prendre el comandament directe sobre el contingent nord, i va continuar per construir la seva força d'invasió en badia Walfish (o Walvis Bay), un enclavament de Sud-àfrica a meitat de camí al llarg de la costa entre l'Àfrica Occidental alemanya i Sud-àfrica. Per al març ja estava preparat per envair. Avançant des Swakopmund al llarg de la vall del Swakop amb la seva línia de ferrocarril, les seves forces van prendre Otjimbingwe, Karibib, Friedrichsfelde, Wilhelmsthal i Okahandja, i van entrar a la capital Windhoek el 5 de maig de 1915. Una vegada ocupada la capital, els britànics oferiren les condicions de rendició als alemanys, però aquests no les acceptaren i la campanya prosseguí, amb les tropes colonials alemanyes cada vegada més arraconades al nord-oest del país.

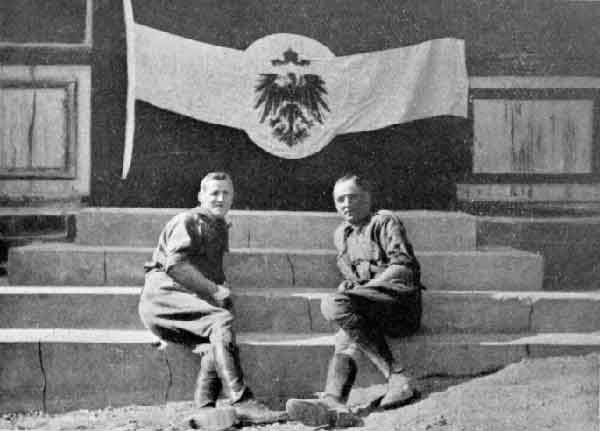
Oficials sud-africans posen amb una bandera alemanya capturada en la residència del governador, en Windhoek, 1915

El 12 de maig, Botha va declarar la llei marcial i va dividir la colònia per la meitat. Va dividir les seves forces en quatre contingents sota el comandament de Coen Brits, Lukin, Manie Botha i Myburgh. Brits es va dirigir al nord, cap a Otjiwarongo, Outjo i Etosha Pa, aïllant les forces alemanyes de l'interior de les tropes de les regions costaneres de Kunene i Kaokoveld. Les altres tres columnes es van desplegar al nord-est. Lukin va avançar al llarg de la línia de ferrocarril que va des de Swakopmund fins a Tsumeb. Les altres dues columnes van avançar sobre el flanc dret de Lukin; Myburgh es va dirigir en cap a Otavi per a unir-se amb Manie Botha al final de la línia. Els homes que comandaven aquestes columnes, que havien guanyat experiència militar lluitant contra els bòers, es van moure amb molta rapidesa. Les forces alemanyes al nord-oest del país es van concentrar a Otavi i van combatre l'1 de juliol, però van ser colpejats i es van rendir a Khorab el 9 de juliol de 1915.
Mentre que els esdeveniments es desenvolupaven al nord, Smuts va desembarcar amb una altra força sud-àfricana a la base naval de Lüderitz de la colònia alemanya de l'Àfrica sud-occidental. Un cop assegurada la ciutat,Smuts va avançar cap a l'interior i va capturar Keetmanshoop el 20 de maig. Allí es va trobar amb altres dues columnes que havien avançat cap a la frontera de Sud-àfrica; una des de la ciutat costanera de Port Nolloth i l'altre des de Kimberley. Smuts va avançar cap al nord al llarg de la línia de ferrocarril cap a Beerxeba, i el 26 de maig, després de dos dies de combats, va capturar Gabaon. Els alemanys del sud es van veure obligats a retirar-se cap al nord, cap a la seva capital. Al cap de dues setmanes, les forces alemanyes del sud, davant d'una destrucció segura, es van rendir.

## Els combats entre les forces alemanyes i portugueses

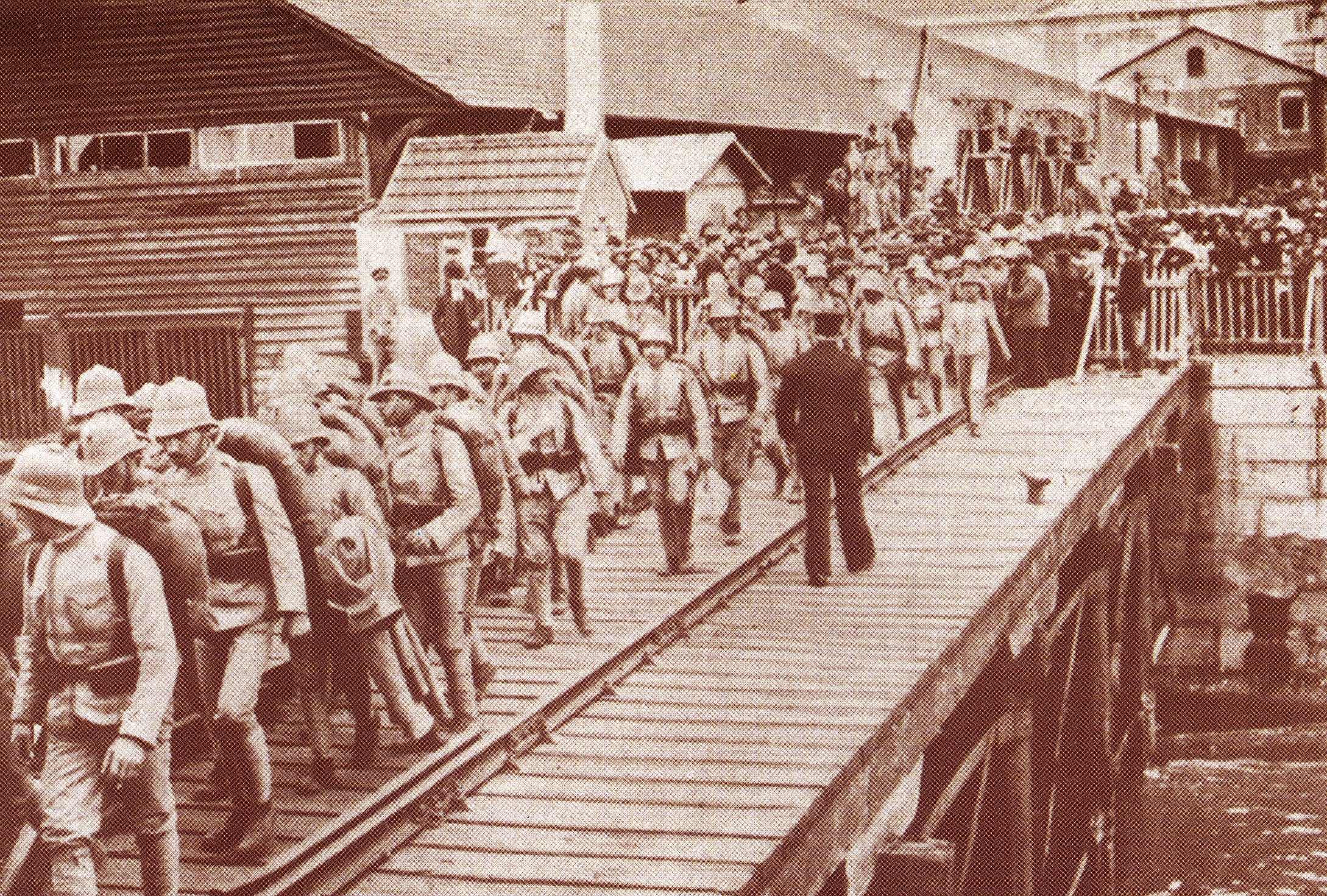
Tropes portugueses embarcant cap a Angola

Abans de la declaració oficial de guerra entre Alemanya i Portugal (març de 1916), les tropes alemanyes i portugueses es van enfrontar diverses vegades a la frontera entre l'Àfrica Sud-occidental Alemanya i l'Àfrica Occidental Portuguesa.
Els alemanys van guanyar la majoria d'aquests enfrontaments i van ser capaços d'ocupar la regió de Cunene, al sud d'Angola, fins que els portuguesos van restaurar el control uns pocs dies abans de la derrota alemanya en la campanya d'Àfrica sud-occidental.

## Conseqüències
La campanya de l'Àfrica sud-occidental constituí un teatre molt menor dins la I Guerra Mundial. A diferència del que passà a l'Àfrica oriental, els britànics pogueren ocupar fàcilment el territori alemany, escassament defensat. Segurament l'ocupació podia haver estat completada abans de finalitzar el 1914 si no s'hagués produït la revolta bòer de Maritz, el darrer dels grans conflictes que des de feia dècades enfrontaven la població bòer amb el govern imperial britànic.
Les pèrdues sud-africanes van ser de 113 morts en combat, 153 morts a causa d'una lesió o malaltia i 263 ferits. Les pèrdues alemanyes van ser de 103 morts, 890 presoners, i la captura de 37 canons de campanya i 22 metralladores.
Després de derrotar la força alemanya de l'Àfrica del Sud-Oest, Sud-àfrica va ocupar la colònia i la va administrar per mandat de la Societat de Nacions el 1919. Tot i que el govern de Sud-àfrica va desitjar incorporar Àfrica Sud-Oest al seu territori, mai ho va fer oficialment perquè, encara que es va administrar de facto com «cinquena província», amb la minoria blanca que tenia representació al Parlament (només per a blancs) de Sud-àfrica, així com l'elecció de la seva pròpia administració local de l'Assemblea Legislativa de la SWA (South-West Africa / Àfrica sud-occidental). El govern de Sud-àfrica també va designar l'administrador de la SWA, que tenia amplis poders. Després que la Societat de Nacions fos succeïda per l'Organització de les Nacions Unides (ONU) el 1946, Sud-àfrica es va negar a renunciar al seu mandat anterior i l'Assemblea General de les Nacions Unides la va revocar. El 1971, el Tribunal Internacional de Justícia va emetre una «opinió assessora» declarant que la continuada administració de Sud-àfrica era il·legal.
Després de molts intents fallits per part de l'ONU per persuadir Sud-àfrica per a estar d'acord amb l'aplicació de la Resolució 435, que havia estat aprovada pel Consell de Seguretat de l'ONU el 1978 com el pla acordat internacionalment per la descolonització de Namíbia, la transició cap a la independència finalment va començar el 1988 sota l'acord tripartit diplomàtic entre Sud-àfrica, Angola i Cuba, amb l'URSS i els Estats Units en qualitat d'observadors. Sud-àfrica va accedir a retirar i desmobilitzar les seves forces en Namíbia i Cuba va accedir a retirar les seves tropes del sud d'Angola, enviades per donar suport a la MPLA en la seva guerra pel control d'Angola amb la UNITA. Una força civil de l'ONU per al manteniment de la pau combinada sota el comandament del diplomàtic finès Martti Ahtisaari va supervisar la retirada de les forces militars, el retorn dels exiliats de la SWAPO i la celebració del primeres eleccions d' «una persona, un vot» de Namíbia, per a una assemblea constituent a l'octubre de 1989. Aquesta va ser guanyada per la SWAPO, tot i que no va guanyar la majoria de dos terços que desitjaven; recolzada pel sud-africà, la Democratic Turnhalle Alliance (DTA) va esdevenir l'oposició oficial.